# Schleswig (Iowa)
Schleswig ist eine Kleinstadt (mit dem Status „City“) im Crawford County im US-amerikanischen Bundesstaat Iowa. Das U.S. Census Bureau hat bei der Volkszählung 2020 eine Einwohnerzahl von 830 ermittelt.

## Geografie
Schleswig liegt im Westen Iowas, rund 75 km östlich des die Grenze Iowas zu Nebraska bildenden Missouri. Die Schnittstelle der drei Bundesstaaten Iowa, Nebraska und South Dakota befindet 103 km nordwestlich.
Die geografischen Koordinaten von Schleswig sind 42°09'55" nördlicher Breite und 95°26'13" westlicher Länge. Das Stadtgebiet erstreckt sich über eine Fläche von 3,39 km² und liegt zum größten Teil in der Otter Creek Township und zu einem kleineren Teil in der westlich benachbarten Morgan Township.
Nachbarorte von Schleswig sind Ida Grove (22,4 km nördlich), Arthur (26,5 km nordnordöstlich), Kiron (13 km ostnordöstlich), Deloit (18,3 km südöstlich), Denison (20,4 km südsüdöstlich), Charter Oak (24 km südwestlich), Ricketts (16,2 km westsüdwestlich) und Battle Creek (28,8 km nordwestlich).
Die nächstgelegenen größeren Städte sind die Twin Cities in Minnesota (Minneapolis und Saint Paul) (448 km nordnordöstlich), Rochester in Minnesota (429 km nordöstlich), Cedar Rapids (332 km östlich), Iowas Hauptstadt Des Moines (202 km ostsüdöstlich), Kansas City in Missouri (388 km südsüdöstlich), Nebraskas größte Stadt Omaha (137 km südsüdwestlich), Sioux City (104 km nordwestlich) und South Dakotas größte Stadt Sioux Falls (240 km in der gleichen Richtung).

## Verkehr
Der U.S. Highway 59 verläuft in Nord-Süd-Richtung als  Hauptstraße durch das Stadtgebiet von Schleswig. Alle weiteren Straßen sind untergeordnete Landstraßen, teils unbefestigte Fahrwege sowie innerörtliche Verbindungsstraßen.
Mit dem Denison Municipal Airport befindet sich 23,7 km südlich ein kleiner Flugplatz. Die nächsten Verkehrsflughäfen sind der Des Moines International Airport (208 km ostsüdöstlich), das Eppley Airfield in Omaha (130 km südsüdwestlich), der  Sioux Gateway Airport in Sioux City (92,2 km westnordwestlich) und der Sioux Falls Regional Airport (246 km nordwestlich).

## Bevölkerung
Nach der Volkszählung im Jahr 2010 lebten in Schleswig 882 Menschen in 377 Haushalten. Die Bevölkerungsdichte betrug 260,2 Einwohner pro Quadratkilometer. In den 377 Haushalten lebten statistisch je 2,34 Personen.
Ethnisch betrachtet setzte sich die Bevölkerung zusammen aus 92,9 Prozent Weißen, 0,6 Prozent Afroamerikanern, 0,1 Prozent (eine Person) Asiaten, 0,1 Prozent Polynesiern sowie 4,4 Prozent aus anderen ethnischen Gruppen; 1,9 Prozent stammten von zwei oder mehr Ethnien ab. Unabhängig von der ethnischen Zugehörigkeit waren 6,9 Prozent der Bevölkerung spanischer oder lateinamerikanischer Abstammung.
25,3 Prozent der Bevölkerung waren unter 18 Jahre alt, 53,7 Prozent waren zwischen 18 und 64 und 21,0 Prozent waren 65 Jahre oder älter. 52,0 Prozent der Bevölkerung waren weiblich.
Das mittlere jährliche Einkommen eines Haushalts lag bei 48.000 USD. Das Pro-Kopf-Einkommen betrug 29.641 USD. 12,6 Prozent der Einwohner lebten unterhalb der Armutsgrenze.